# Aquilonastra cepheus
Aquilonastra cepheus is een zeester uit de familie Asterinidae.
De wetenschappelijke naam van de soort werd in 1842 gepubliceerd door Johannes Peter Müller & Franz Hermann Troschel.